# (3240) Laocoon
(3240) Laocoon ist ein Asteroid aus der Gruppe der Jupiter-Trojaner. Damit werden Asteroiden bezeichnet, die auf den Lagrange-Punkten auf der Bahn des Jupiter um die Sonne laufen. (3240) Laocoon wurde am 7. November 1978 von Eleanor Helin und Schelte John Bus entdeckt. Er ist dem Lagrangepunkt L5 zugeordnet.
Der Asteroid wurde nach dem trojanischen Priester Laokoon benannt.